# Fulton (Teksas)
Fulton – miasto w Stanach Zjednoczonych, w stanie Teksas, w hrabstwie Aransas.